# 荻原村 (三重県)
荻原村（おぎはらむら）は三重県多気郡にあった村。現在の大台町の中部、宮川の上流域にあたる。

## 地理
- 山岳：総門山、三条山
- 河川：宮川、薗川、栗谷川

## 歴史
- 1889年（明治22年）4月1日 - 町村制の施行により、多気郡下真手村・上真手村・本田木屋・小切畑村・江馬村・天ヶ瀬村・栗谷村・熊内村・茂原村・薗村・清滝村・菅木屋の区域をもって荻原村が発足。
- 1956年（昭和31年）5月3日 - 多気郡領内村と合併して宮川村が発足。同日荻原村廃止。